# 雙子星號
雙子星號（SuperStar Gemini）是麗星郵輪旗下的一艘豪華游輪，於 2012 年 12 月 28 日投入服務。並於2022年4月退出麗星郵輪船隊，現已出售到報廢廠ALANG，現正等待報廢。

## 服務歷史
- 2012 年 9 月 6 日，麗星郵輪確認雙子星號將會加入旗下船隊，並耗資五千萬美元翻新升级雙子星號。
- 2012 年 12 月 28 日，雙子星號首航，由新加坡郵輪中心出發，提供1晚新加坡海上之旅[1]。
- 「雙子星號」將於 2013 年 11 月 1 日起再次以三亞為母港，分別提供三亞/越南下龍灣/峴港/三亞三晚和三亞/越南下龍灣/三亞兩晚航次。[2]
- 2014 年 4 月 2 日起至 10 月 31 日期間，「雙子星號」將調配至新加坡，展開母港航次。這艘郵輪將推出七個定期從新加坡出發的航程，包括關丹、熱浪島與刁曼島六天五夜之旅、檳城、浮羅交怡與馬六甲六天五夜之旅、檳城與浮羅交怡四天三夜之旅、關丹與熱浪島三天兩夜之旅、馬六甲三天兩夜之旅、刁曼島三天兩夜之旅，以及公海三天兩夜之旅。[3]
- 2014 - 2015 年度，「雙子星號」亦將繼續以新加坡為母港。 2014 年 11 月 2 日至 2015 年 3 月 29 日，「雙子星號」亦將繼續以新加坡為母港並展開新航線，多種航程包括 4 天 3 晚檳城/蘭卡葳之旅，4 天 3 晚檳城/巴生港之旅， 3 天 2 晚馬六甲或 3 天 2 晚巴生港之旅以及 3 天 2 晚公海之旅。[4]
- 2022年4月，雙子星號已出售到報廢廠，正等待拆解及報廢。

## 最新動態
2015 - 2016 年度，「雙子星號」亦將繼續以新加坡為母港。
2018年2月15日，麗星郵輪雙子星號亮相中國中央電視台春節聯歡晚會三亞分會場。

## 設施
- 11 間餐廳及酒吧
- 露天泳池、兒童露天泳池 、露天按摩池 、健身室、草本療法、按摩服務及足部按摩服務、理髮服務及美容服務，緩跑徑
- 觀景甲板、卡拉 OK 酒廊、表演酒廊及特別活動，麻將房
- 免稅店[8]

## 姊妹船
- 雙子星號的姊妹船是寶瓶星號（於2007年加入麗星郵輪）。

## 資料來源
1. ↑  煥然一新的[雙子星號]於新加坡海灣中心閃亮登場展開首航
  (PDF).   [2013-01-02]. （原始内容 (PDF)存档于2015-09-24）.
2. ↑   (PDF).   [2015-11-06]. （原始内容 (PDF)存档于2016-03-04）.
3. ↑   (PDF).   [2015-11-06]. （原始内容 (PDF)存档于2016-03-04）.
4. ↑   (PDF).   [2015-11-06]. （原始内容 (PDF)存档于2016-03-10）.
5. ↑   (PDF).   [2015-11-06]. （原始内容 (PDF)存档于2016-03-04）.
6. ↑  http://www.starcruises.com/media/1415483/SSG%20tariff_27%20Mar%202015%20-%2030%20Oct%202015%20_TC%20%20(pub%20rate).pdf%5B%5D
7. ↑  .   [2018-03-01]. （原始内容存档于2018-03-14）.
8. ↑   (PDF).   [2015-11-06]. （原始内容 (PDF)存档于2016-03-04）.

## 外部連結
- 麗星郵輪雙子星號網頁 （页面存档备份，存于）
- 麗星郵輪耗資五千萬美元翻新升级「雙子星號」隆重推出亞洲首航巡遊系列